# ホフマイスター (小惑星)
ホフマイスター (1726 Hoffmeister) は小惑星帯の小惑星である。ヴィンチェンツォ・ザッパラは小規模な小惑星族を代表する天体としている。
カール・ラインムートがハイデルベルクのケーニッヒシュトゥール天文台で発見した。ドイツの天文学者、天体物理学者、クーノ・ホフマイスターに因んで名付けられた。